# Pínzio
Pínzio es una freguesia portuguesa del concelho de Pinhel, con 27,24 km² de superficie y 527 habitantes (2001). Su densidad de población es de 19,3 hab/km².